# Acanthodiaptomus
Acanthodiaptomus är ett släkte med kräftdjur, beskrivet av Kiefer 1932, inom familjen Diaptomidae.
Släktet omfattar tre beskrivna arter:
- Acanthodiaptomus denticornis (Wierzejski, 1887)
- Acanthodiaptomus tibetanus (Daday, 1907)
- Acanthodiaptomus pacificus (Burckhardt, 1913)